# Abou Bakr al-Kirbi
Abou Bakr al-Kirbi (arabe : أبو بكر القربي), né en 1942, est un homme politique yéménite, ministre des Affaires étrangères, de 2001 à 2014.

## Carrière
Le 4 octobre 2016, lors de la guerre civile yéménite, il est de nouveau nommé ministres des Affaires étrangères dans le gouvernement Abdel Aziz ben Habtour, non reconnu internationalement, puis limogé un mois et demi plus tard. Il se réconcilie par la suite avec eux.